# Mellen (Wisconsin)
Mellen es una ciudad ubicada en el condado de Ashland en el estado estadounidense de Wisconsin. En el Censo de 2010 tenía una población de 731 habitantes y una densidad poblacional de 151,25 personas por km².

## Geografía
Mellen se encuentra ubicada en las coordenadas 46°19′26″N 90°39′39″O / 46.32389, -90.66083. Según la Oficina del Censo de los Estados Unidos, Mellen tiene una superficie total de 4.83 km², de la cual 4.83 km² corresponden a tierra firme y (0%) 0 km² es agua.

## Demografía
Según el censo de 2010, había 731 personas residiendo en Mellen. La densidad de población era de 151,25 hab./km². De los 731 habitantes, Mellen estaba compuesto por el 97.13% blancos, el 0.27% eran afroamericanos, el 1.23% eran amerindios, el 0.14% eran asiáticos, el 0% eran isleños del Pacífico, el 0.27% eran de otras razas y el 0.96% pertenecían a dos o más razas. Del total de la población el 1.64% eran hispanos o latinos de cualquier raza.